# Isopentan
Isopentan, systematisch 2-Methylbutan oder auch nur Methylbutan ist eine organische chemische Verbindung. Sie gehört systematisch zu den Alkanen. Es ist eines von drei Strukturisomeren der Pentane (n-Pentan, Isopentan, Neopentan). Isopentan besitzt dementsprechend fünf C-Atome und hat die Summenformel C5H12. Isopentan ist eine hochentzündliche, schon bei leicht erhöhter Raumtemperatur siedende Flüssigkeit.

## Gewinnung und Darstellung
Die Darstellung erfolgt vor allem durch katalytische Isomerisierung von n-Pentan.

## Eigenschaften

### Physikalische Eigenschaften
Isopentan ist eine farblose, leicht flüchtige Flüssigkeit, die unter Normaldruck bei 28 °C siedet. Die Dampfdruckfunktion ergibt sich nach Antoine entsprechend log10(P) = A−(B/(T+C)) (P in kPa, T in K) mit A = 3,90935, B = 1018,516 und C = −40,081 im Temperaturbereich von 190,3 K bis 300,9 K.
Wichtige thermodynamische Größen werden in der folgenden Tabelle gegeben:
| Eigenschaft               | Typ                | Wert [Einheit]                                   | Bemerkungen                |
| ------------------------- | ------------------ | ------------------------------------------------ | -------------------------- |
| Standardbildungsenthalpie | ΔfH0liquid ΔfH0gas | −178,2 kJ·mol−1 −153,7 kJ·mol−1                  | als Flüssigkeit als Gas    |
| Verbrennungsenthalpie     | ΔcH0liquid         | −3504,4 kJ·mol−1                                 | als Flüssigkeit            |
| Wärmekapazität            | cp                 | 164,5 J·mol−1·K−1 (25 °C) 2,27 J·g−1·K−1 (25 °C) | als Flüssigkeit            |
| Kritische Temperatur      | Tc                 | 460,4 K                                          |                            |
| Kritischer Druck          | pc                 | 33,8 bar                                         |                            |
| Kritisches Volumen        | Vc                 | 0,306 l·mol−1                                    |                            |
| Kritische Dichte          | ρc                 | 3,27 mol·l−1                                     |                            |
| Schmelzenthalpie          | ΔfH                | 5,13 kJ·mol−1                                    | beim Schmelzpunkt          |
| Verdampfungsenthalpie     | ΔVH                | 24,69 kJ·mol−1                                   | beim Normaldrucksiedepunkt |

Die Temperaturabhängigkeit der Verdampfungsenthalpie lässt sich entsprechend der Gleichung ΔVH0=A·e(−βTr)(1−Tr)β (ΔVH0 in kJ/mol, Tr =(T/Tc) reduzierte Temperatur) mit A = 39,02 kJ/mol, β = 0,267 und Tc = 460,4 K im Temperaturbereich zwischen 279 K und 301 K beschreiben.

### Sicherheitstechnische Kenngrößen
Isopentan bildet leicht entzündliche Dampf-Luft-Gemische. Die Verbindung hat einen Flammpunkt bei −57 °C. Der Explosionsbereich liegt zwischen 1,3 Vol.-% (38 g/m3) als untere Explosionsgrenze (UEG) und 7,6 Vol.-% (230 g/m3) als obere Explosionsgrenze (OEG). Mit einer Mindestzündenergie von 0,21 mJ sind Dampf-Luft-Gemische extrem zündfähig.  Der maximale Explosionsdruck beträgt 9,1 bar. Die Grenzspaltweite wurde mit 0,98 mm bestimmt. Es resultiert damit eine Zuordnung in die Explosionsgruppe IIA. Die Zündtemperatur beträgt 420 °C. Der Stoff fällt somit in die Temperaturklasse T2.

## Verwendung
Isopentan wird als Lösungsmittel für Fette und Öle sowie zur Herstellung von Isopren und Insektiziden benutzt. Isopentan wird als Treibmittel bei Rasiergel verwendet, da es erst im Kontakt mit der wärmeren Hautoberfläche siedet und dadurch das Gel aufschäumen lässt. Es kann außerdem, wie zum Beispiel im Geothermiekraftwerk Landau, auch als Arbeitsmedium beim Organic Rankine Cycle verwendet werden.
In der Histologie wird tiefgekühltes Isopentan zum Schockgefrieren von Gewebeproben verwendet.